# Foucart
Foucart är en kommun i departementet Seine-Maritime i regionen Normandie i norra Frankrike. Kommunen ligger i kantonen Fauville-en-Caux som tillhör arrondissementet Le Havre. År 2022 hade Foucart 339 invånare.

## Befolkningsutveckling
Antalet invånare i kommunen Foucart
| Referens: INSEE |